# لورد تشارلز راسيل
لورد تشارلز راسيل (1807 - 1894) (بالإنجليزية: Lord Charles Russell)‏ هو سياسي ولاعب كريكت بريطاني (وحمل سابقاً جنسية المملكة المتحدة لبريطانيا العظمى وأيرلندا).